# Euphonia finschi
L'eufonia di Finsch od organista di Finsch (Euphonia finschi Sclater & Salvin, 1877) è un uccello passeriforme della famiglia dei Fringillidi.

## Etimologia
Il nome scientifico della specie, finschi, venne scelto in omaggio al naturalista tedesco Otto Finsch: il suo nome comune altro non è che una traduzione di quello scientifico.

## Descrizione

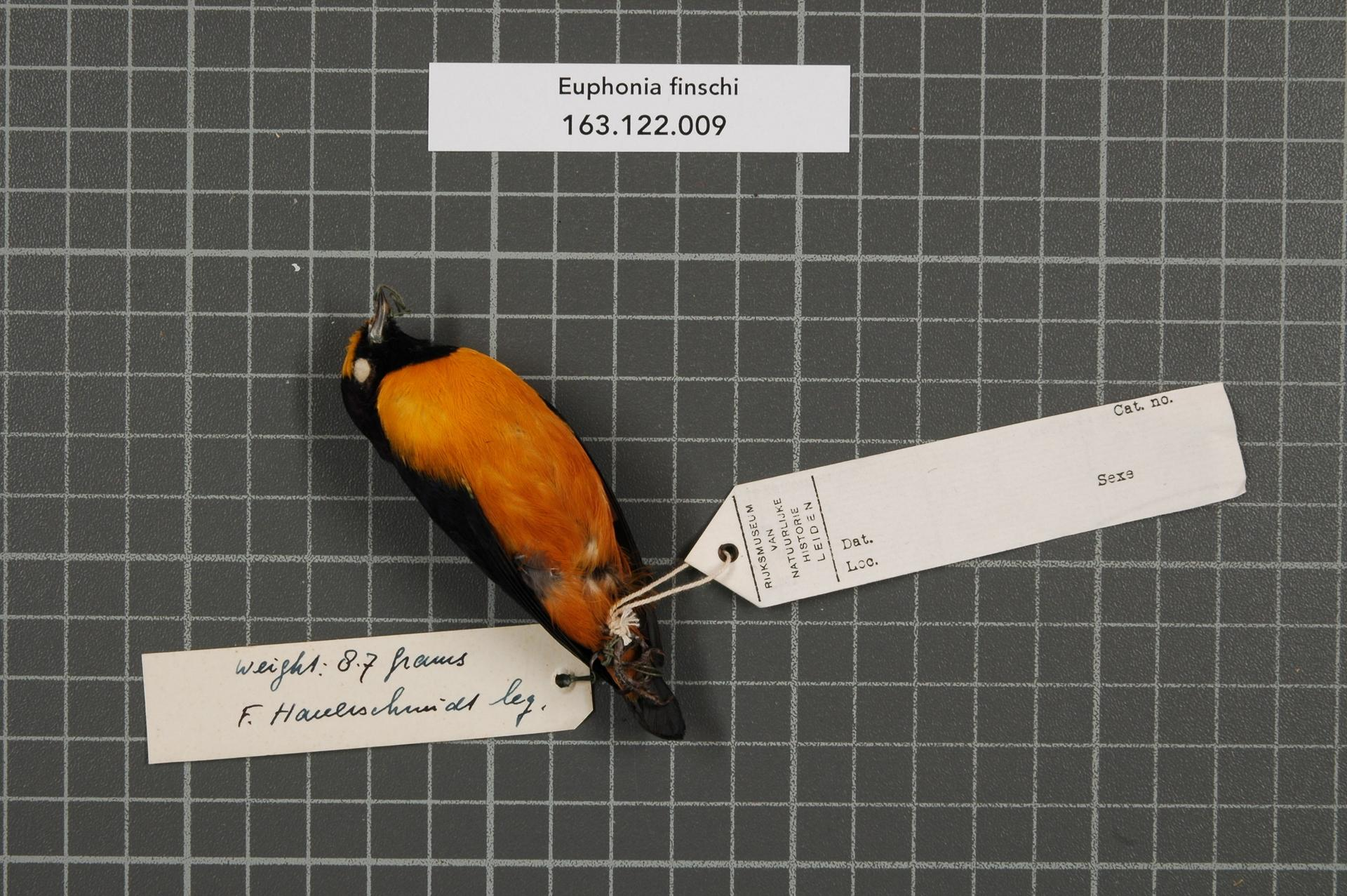
Maschio impagliato.

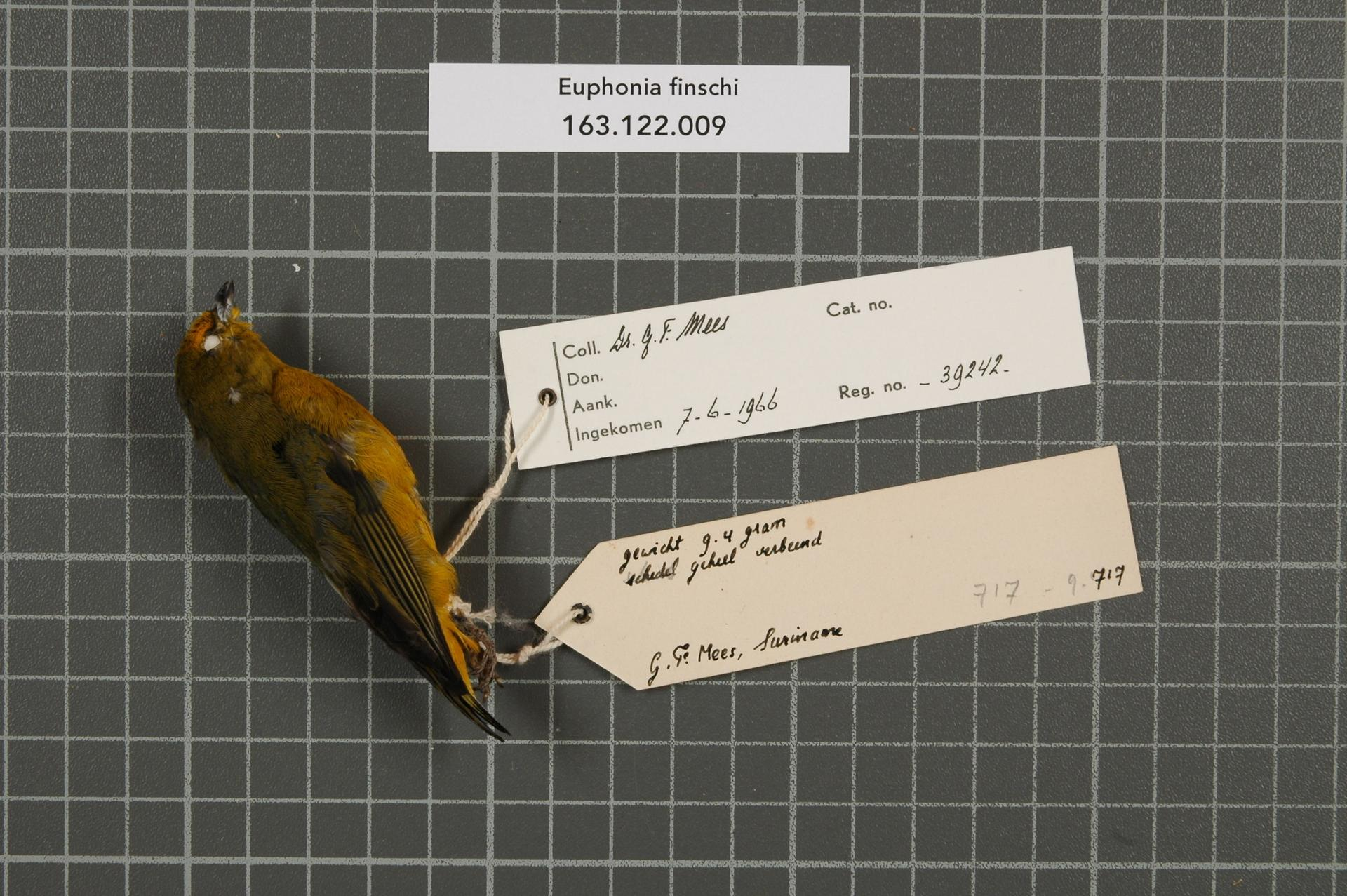
Femmina impagliata.

### Dimensioni
Misura 9 cm di lunghezza, per 10-11 g di peso.

### Aspetto
Si tratta di un uccelletto dall'aspetto robusto, munito di testa arrotondata, becco corto e conico, ali appuntite e coda squadrata.
Il piumaggio dei maschi si presenta di colore nero con riflessi metallici bluastri su testa, gola (dove il blu metallico è particolarmente evidente), dorso, ali e coda, mentre la fronte (dalla base del becco all'area sopra l'occhio), il petto, il ventre ed il sottocoda sono di colore giallo-arancio (con tendenza a schiarirsi sull'ultima parte, dove la colorazione diviene biancastra).

Il dimorfismo sessuale è molto evidente: nelle femmine, infatti il nero cefalodorsale è completamente assente, sostituito dal verde oliva, mentre l'area facciale e ventrale mostra sfumature di colore giallastro con sottocoda di colore bianco sporco. In ambedue i sessi, becco e zampe sono di colore nerastro, mentre gli occhi sono di colore bruno scuro.

## Biologia
Le eufonie di Finsch sono uccelli diurni, che si muovono da soli, in coppie o in piccoli gruppetti familiari e passano la maggior parte della giornata alla ricerca di cibo fra la vegetazione, tenendosi in contatto fra loro mediante richiami pigolanti.

### Alimentazione
La dieta di questi uccelli è perlopiù frugivora, componendosi in massima parte di bacche di Loranthaceae, ma anche di frutta e bacche di altre piante, e sporadicamente anche di insetti ed altri piccoli invertebrati.

### Riproduzione
Mancano osservazioni dirette della riproduzione di questa specie, tuttavia si ha motivo di supporre che essa non differisca in maniera significativa per modalità e tempistica da quanto osservabile fra le altre eufonie.

## Distribuzione e habitat
L'eufonia di Finsch vive nel massiccio della Guyana e nelle aree adiacenti: essa è infatti osservabile nel nord della Guyana francese, in Suriname settentrionale e occidentale, in Guyana centrale, nel nord del Brasile (Roraima nord-orientale) e nell'estremità sud-orientale del Venezuela (osservazioni nei pressi di Santa Elena de Uairén e sul Monte Roraima, nel sud-est dello stato di Bolívar).
L'habitat di questi uccelli è rappresentato tipicamente dalla foresta a galleria, ma li si può osservare anche sul limitare delle aree boschive e di foresta, nella savana cespugliosa ed in generale nelle aree aperte con presenza di zone alberate più o meno estese.